# Punts 45x90

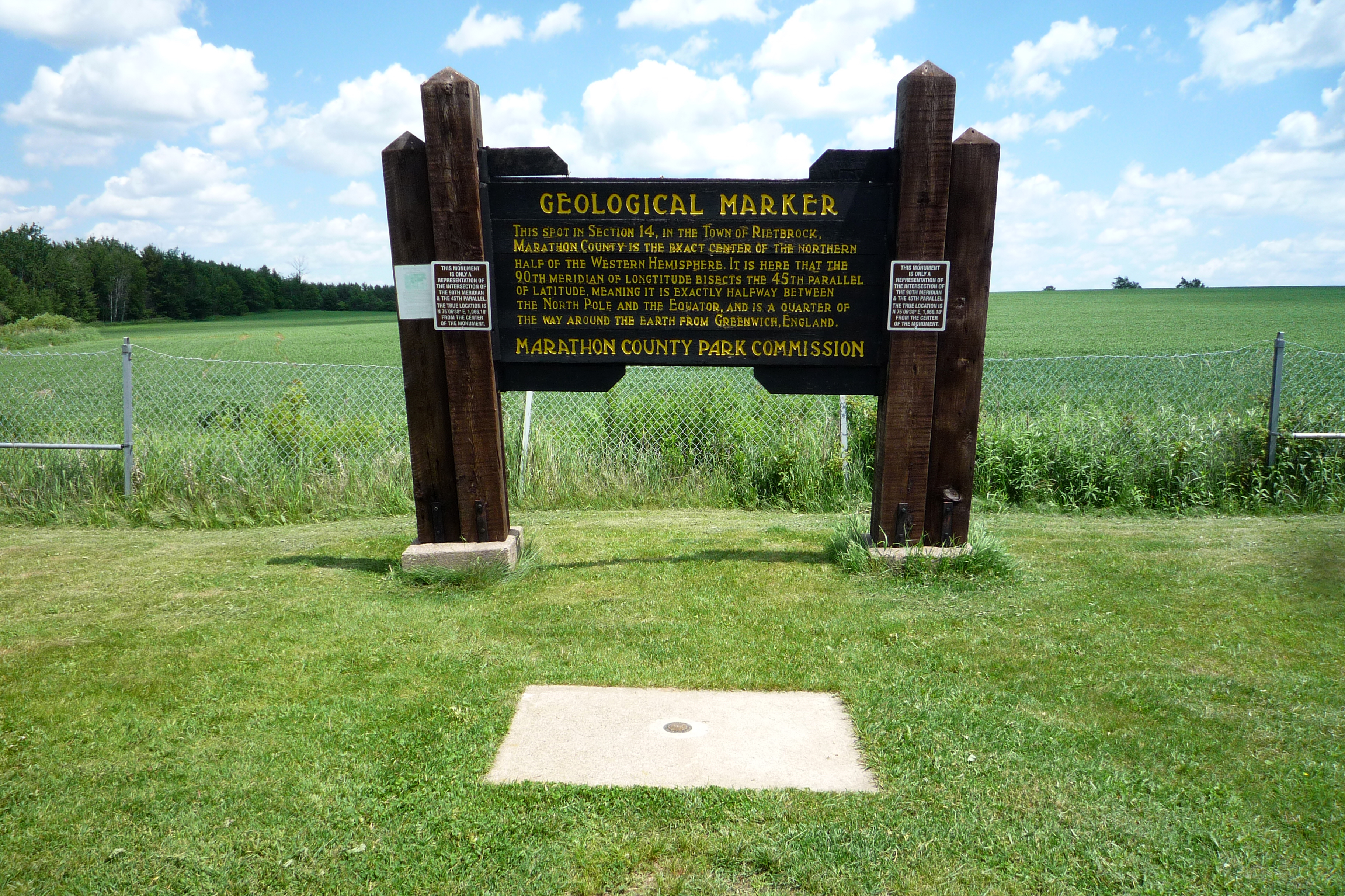
El marcador original per al punt 45 × 90 a l'Amèrica del Nord; el senyal va ser modificat posteriorment per explicar que la localització real es troba aproximadament 324 metres més enllà, a l'esquerra del marcador a terra

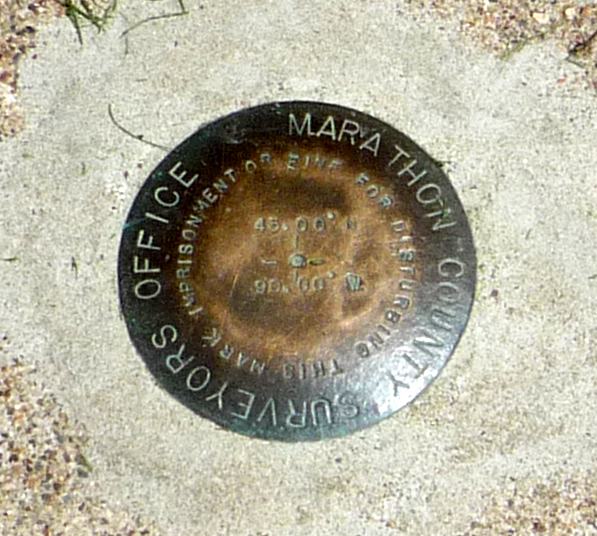
Marca a un lloc incorrecte al comtat de Marathon (Wisconsin), Estats Units

Els punts 45×90 són els quatre punts de la Terra que es troben a mig camí entre els pols geogràfics, l'Equador, el primer meridià i el meridià 180.

## 45°N, 90°O
El punt més ben conegut i més freqüentment visitat és 45° 0′ 0″ N, 90° 0′ 0″ O / 45.00000°N,90.00000°O, que es troba a terra a 410 metres sobre el nivell del mar a la vila de Rietbrock (Wisconsin), vora la comunitat no incorporada de Poniatowski. Es va posar un marcador geogràfic incorrecte per la Comissió del Parc del Comtat de Marathon (Wisconsin), però el 2017 el van treure i fou recol·locat a la localització correcta. Fou reobert el 12 de setembre de 2017.
El punt s'ha convertit en un fenomen de la cultura pop gràcies a la taverna de Gesicki, al petit assentament de Poniatowski. Hi van vendre samarretes 45×90 i registraren els visitants com a membres del "Club 45x90". Des del 2006, el Wausau/Central Wisconsin Convention & Visitors Bureau ha estat el titular del llibre de registre oficial del "Club 45x90". El llibre els ha estat cedit per la família Gesicki. Quan hom esdevé membre del "Club 45x90", el Wausau/Central Wisconsin Convention & Visitors Bureau dona als nous membres una moneda commemorativa.

## 45°N, 90°E
L'altre punt 45×90 situat a terra és a 45° 0′ 0″ N, 90° 0′ 0″ E / 45.00000°N,90.00000°E, que es troba a una alçada de 1.009 metres sobre el nivell del mar, situat a una regió desolada a la Regió Autònoma Uigur de Xinjiang, vora a la frontera entre la Xina i Mongòlia, a uns 240 kilòmetres al nord-est d'Ürümchi. Administrativament, es troba a la frontera entre els comtats de Qitai i Qinggil. L'estatunidenc Greg Michaels i el taxista xinès Ru Rong Zhao de la ciutat propera de Qitai, a uns 110 km al sud-sud-oest, visitaren aquest punt el 13 d'abril de 2004 i documentaren la visita al Degree Confluence Project. > Llur visita mostra que no hi ha un monument o cap signe físic de reconeixement que hagi estat donat a aquesta ubicació.

## 45°S, 90°E

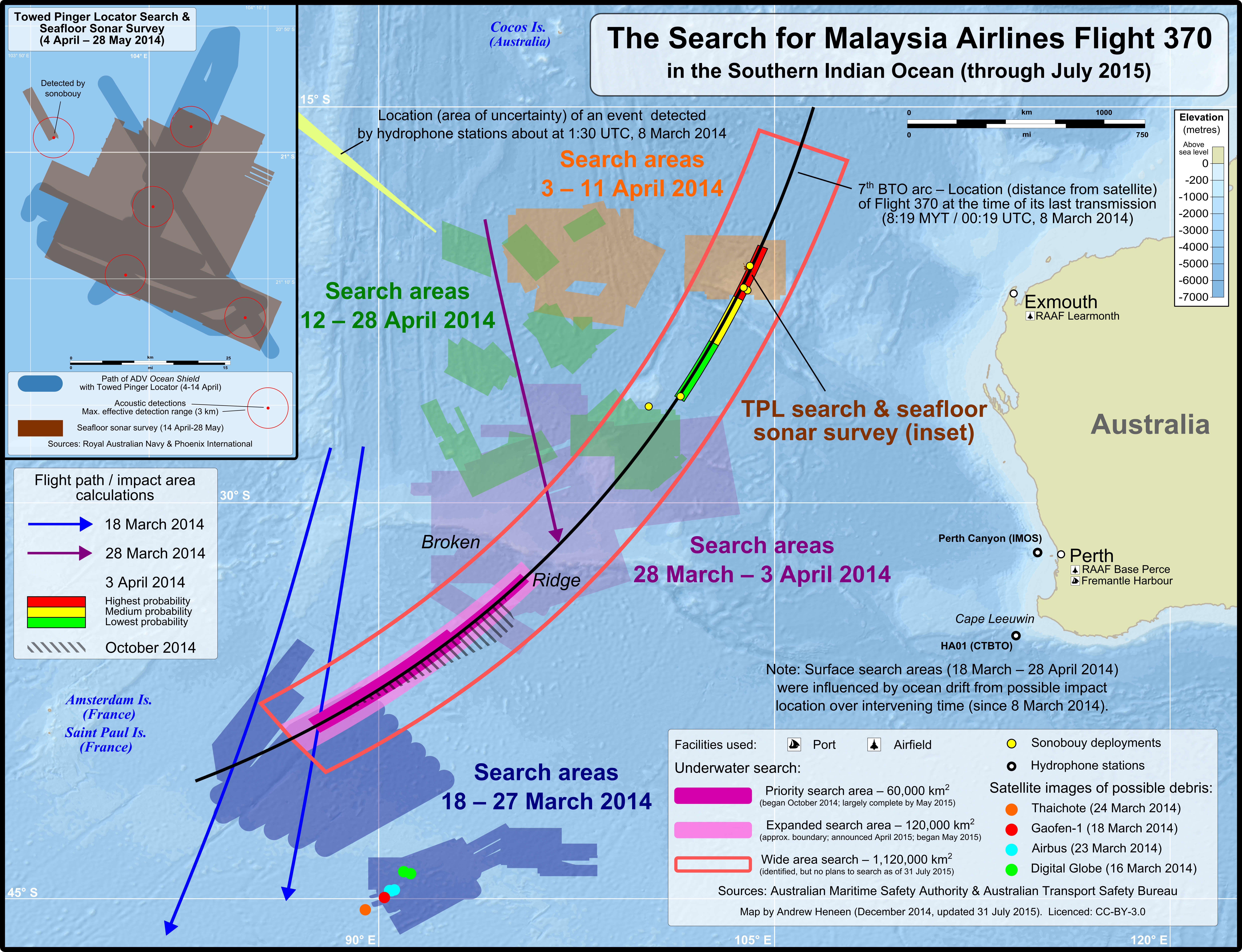
Possibles restes del vol 370 de Malaysia Airlines (taques de color a baix a l'esquerra) que foren detectades per satèl·lit vora 45°S, 90°E.

Situat al sud de l'oceà Índic, 45° 0′ 0″ S, 90° 0′ 0″ E / 45.00000°S,90.00000°E, té una profunditat de sòl marí de 3,197 m (10,489 ft) sota el nivell del mar i és 1,244 km (773 mi) al sud-est del punt habitat més proper a l'illa de Sant Pau, 1,480 km (920 mi) al nord-est d'Elephant Spit a l'illa Heard, 1,569 km (975 mi) est nord-est de Port-aux-Français a les illes Kerguelen, 2,425 km (1,507 mi) al nord de l'Antàrtida, 2,448 km (1,521 mi) al sud-oest del següent lloc habitat més proper (Augusta (Austràlia Occidental)), 4,080 km (2,535 mi) al sud-est de l'illa de la Reunió, 5,550 km (3,450 mi) al sud-est de l'illa de Benguerra (Moçambic) i 5,800 km (3,600 mi) al sud-est de la badia de Mossel (Sud-àfrica).
L'antípoda d'aquest punt és el (45°N,90°O), situat a Wisconsin (Estats Units).
El març de 2014, la localització al sud de l'Oceà Índic va ser l'objecte d'una recerca aèria del desaparegut vol 370 de Malaysia Airlines, després que restes potencials fossin descobertes per un satèl·lit centrades en la localització 45°S, 90°E.

## 45°S, 90°O
Situat al sud de l'oceà Pacífic, a 1,297 km (806 mi) oest-sud-oest de Guaitecas a Xile i 3,070 km (1,910 mi) al nord de l'Antàrtida, 45° 0′ 0″ S, 90° 0′ 0″ O / 45.00000°S,90.00000°O té una profunditat de sòl oceànic de 4,180 m (13,730 ft) sota el nivell del mar.
L'antípoda d'aquest punt és el (45°N,90°E), situat a la Xina.